# Jervis Bay terület
A Jervis Bay terület vagy Jervis-öböl terület Ausztrália szövetségi területe. 1915-ben hozták létre Új-Dél-Wales egy részéből, hogy a tengerparttal nem rendelkező Ausztráliai fővárosi terület (ACT) hozzáférhessen a tengerhez. A Belügyminisztérium (később a Fővárosi Terület Minisztériuma) úgy igazgatta, mintha az ACT része lenne, bár mindig is külön szövetségi terület volt. Az a felfogás, hogy ez az ACT része, abból a tényből fakad, hogy az 1915-ös Jervis-öböl terület elfogadási törvénye értelmében az ACT törvényei a Jervis-öböl területére vonatkoznak. 1989-ben, amikor az ACT megszerezte az önkormányzatot, a Művészeti, Sport-, Környezetvédelmi, Idegenforgalmi és Területi Minisztérium vette át a JBT adminisztrációját; azóta a szövetségi területekért felelős különböző osztályai igazgatják.

## Politikai státusz, közigazgatás
A Jervis-öböl területét a szövetségi infrastrukturális, regionális fejlesztési és városi minisztérium igazgatja. Az ACT szenátusban való képviselete szempontjából azonban az ACT részének számít. A legtöbb esetben a területet az Ausztrál Fővárosi Terület törvényei szabályozzák, a Jervis-öböl adminisztráció általában a helyi vagy állami kormányzattal kapcsolatos ügyekkel foglalkozik. Általános iskolai tanárokat és az ausztrál szövetségi rendőrség személyzetét is biztosítja. A lakosok az ACT bíróságaihoz fordulhatnak, de nem képviseltetik magukat külön az ACT törvényhozó szervében. Bár az ACT törvény hatálya alá tartoznak, és egyes szolgáltatásokra az ausztrál kormány szerződött a közeli (Új-Dél-Wales) önkormányzatokkal, a Jervis-öböl terület lakosai nem rendelkeznek szavazati joggal az ACT Assembly vagy az NSW helyi választásokon. A közösségi szervezeteken keresztül azonban hozzáférhetnek a döntéshozatali folyamathoz. Ezenkívül a Wreck-öbölbéli őslakos közösségi tanács bejegyzett tagjai, az őslakosok szavazati joggal rendelkeznek mind a közösségi tanács ülésein, mind a Tanács végrehajtó tisztségviselőinek megválasztásában. A Védelmi Erők Fegyelmi Törvényének (DFDA) 61. szakasza az ausztrál védelmi erők valamennyi tagjára és „védelmi civilekre” vonatkozik a Jervis Bay Territory büntetőjogi szabályaira, függetlenül attól, hogy hol történt a bűncselekmény. Ez egy olyan jogi mechanizmus, amely a védelmi személyzetet az 1914. évi bűnügyi törvény (Cth), az 1995. évi Büntetőtörvénykönyv (Cth) és az ACT büntetőjogi, mint katonai törvény hatálya alá vonja, még akkor is, ha a bűncselekményt Ausztrálián kívül máshol követték el. .Az államszövetség szerződést kötött az ACT kormánnyal, hogy biztosítsanak különféle szolgáltatásokat, például bíróságokat, oktatást és jólétet, Új-Dél-Wales kormányát a vidéki tűzoltóságért és a közösségi egészségügyért, a Shoalhaven városi tanácsot a hulladékgyűjtésért és a könyvtári szolgáltatásokért, valamint kereskedelmi szolgáltatókat az áram- és vízellátásért bízta meg.

## Fordítás
Ez a szócikk részben vagy egészben  a   Jervis Bay Territory című angol Wikipédia-szócikk fordításán alapul.  Az eredeti cikk szerkesztőit annak laptörténete sorolja fel. Ez a jelzés csupán a megfogalmazás eredetét és a szerzői jogokat jelzi, nem szolgál a cikkben szereplő információk forrásmegjelöléseként.